# Etap (czasopismo)

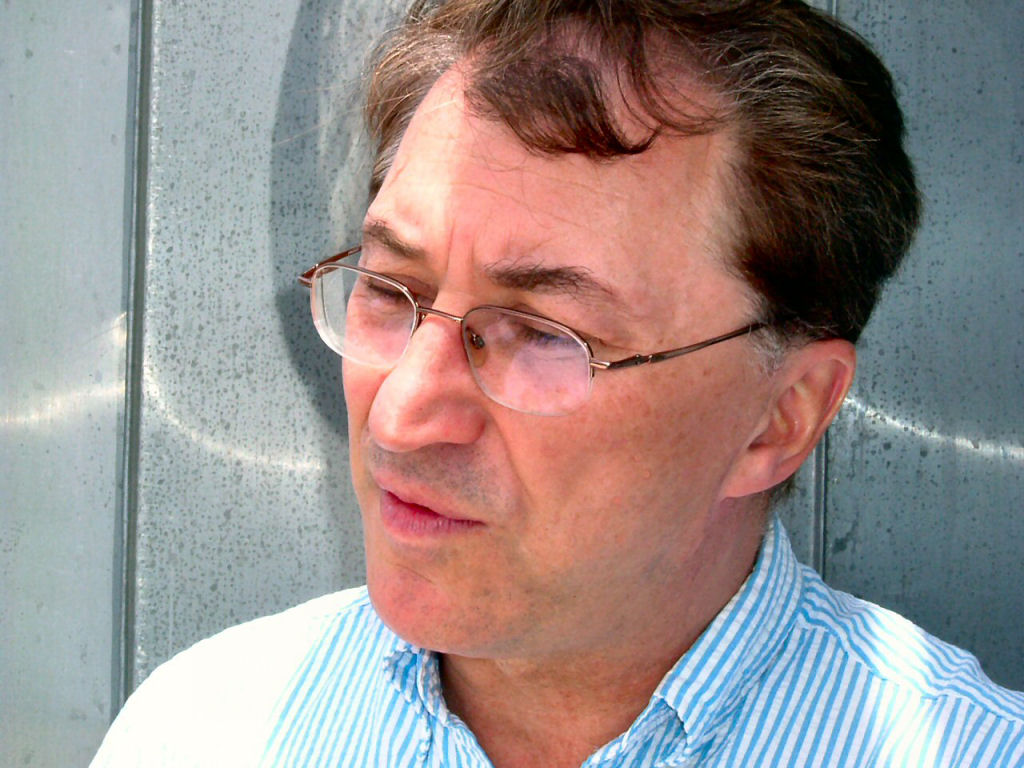
Andrzej Selerowicz, autor czasopisma Etap

Etap – pierwsze drukowane polskie pismo o tematyce LGBT, kierowane do gejów. Od numeru 3/1986 – pod nazwą „Etap”, wcześniej pod nazwą „Biuletyn”. Zmiana nazwy wynikała z założenia we Wrocławiu pierwszej polskiej nieformalnej grupy lesbijsko-gejowskiej „Etap”, kierowanej przez Leszka Truchlińskiego, w ramach wsparcia dla tej grupy. Było wydawane raz na kwartał w latach 1983–1987 w Wiedniu przez Andrzeja Selerowicza, początkowo podpisującego się jako Marek Jaworski. Łącznie ukazało się 18 numerów pisma, przy czym pismo numer 3 nigdy się nie ukazało (po numerze 2 od razu pojawił się numer 4).
Pismo było wydawane za granicą aby uniknąć cenzury panującej wówczas w Polskiej Rzeczypospolitej Ludowej. Początkowe wydania stanowiły pojedyncze kartki A4 zapisane po obu stronach na ręcznej maszynie do pisania w biurze Selerowicza i kopiowane w nakładzie około 50/100 egzemplarzy, a następnie wysyłane z zagranicy (często z Budapesztu) do Polski pocztą do pojedynczych, zaprzyjaźnionych osób, w formie listów, rozpoczynających się nagłówkiem „Mój drogi”. Maszyna do pisania nie obsługiwała polskich znaków, toteż litery były uzupełniane o kropki i ogonki ręcznie. Pismo było przekazywane sobie z rąk do rąk z prośbą o pozostawienie kreski na marginesie, aby oszacować zasięg magazynu; według szacunków Selerowicza docierał on do blisko kilkuset osób. Pismo finansował osobiście autor, toteż prosił w wydaniach on o przesyłanie znaczków pocztowych na jego adres, aby umożliwić mu dalszą dystrybucję pisma.
Motywacją Andrzeja Selerowicza do stworzenia tego rodzaju pisma był brak świadomości na temat ruchów gejowskich i walki o prawa LGBT za granicą wśród polskich homoseksualistów. Tematyka pisma obejmowała m.in. sytuację osób homoseksualnych w Polsce w porównaniu do krajów zachodnich i socjalistycznych, mity związane z tzw. terapią konwersyjną oraz tematykę AIDS. Przedstawiała też działalność IGA, a także HOSI i EEIP, a także poruszała tematy związane z ważnymi wydarzeniami związanymi z LGBT na świecie (m.in. zamieszki w Stonewall czy pierwszym festiwalu kultury gejowskiej w krajach socjalistycznych Magnus). Jednocześnie promowała powstrzymywanie się od przygodnego seksu i dążenie do nawiązania partnerstwa.